# Divisio Regnorum

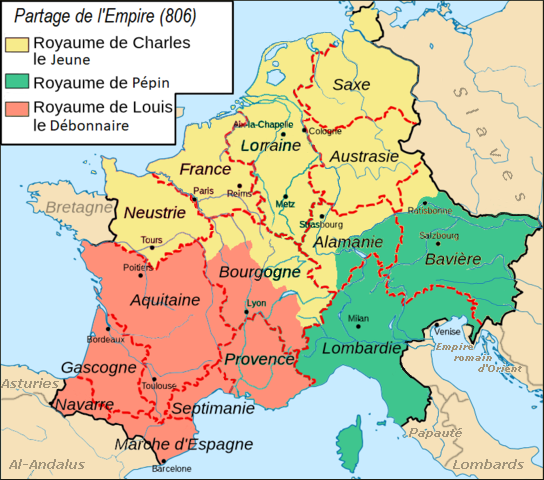
Die 806 vorgesehene Reichsteilung

Als Divisio Regnorum bezeichnet man die Nachfolgeregelung Karls des Großen (König des Fränkischen Reiches und Kaiser), die dieser am 6. Februar 806 erließ.
Es sah die Aufteilung des Fränkischen Reiches unter Karls Söhnen Pippin von Italien, Karl dem Jüngeren und Ludwig dem Frommen vor. Da Pippin und Karl der Jüngere vor ihrem Vater starben, wurde die Aufteilung hinfällig.

## Teilungsplan
Pippin, Karl und Ludwig waren bereits Unterkönige in Italien, Neustrien bzw. Aquitanien. Pippin sollte Bayern hinzubekommen, Karl auch Austrasien und Alemannien. Ludwig hätte zusätzlich Septimanien, die Provence und Burgund erhalten sollen.

## Entstehungszusammenhang und Intention
Die Quellen geben keinen Aufschluss über einen konkreten Grund für die Abfassung des Testaments, das fortgeschrittene Alter des Kaisers lässt diese Maßnahme jedoch als angemessen erscheinen. Zudem war der Kaiser bereits schwer an Gicht erkrankt und sah das Ende seines Lebens in naher Zukunft.
In den fränkischen Reichsannalen finden sich Angaben über die Umstände der Entstehung. Dort wird berichtet, dass zum Zweck der Nachfolgeregelung zu Beginn des Jahres 806 in Diedenhofen eine Reichsversammlung einberufen wurde, bei der die Söhne Karls sowie die Großen des Frankenreiches zugegen waren. Das in diesem Zusammenhang entstandene Dokument, welches die Teilung des Reiches in drei Teile beschloss, sei von den fränkischen Großen beeidigt und anschließend mit Verordnungen zur Erhaltung des Friedens ergänzt worden. Das gesamte Schriftstück sei schließlich durch Einhard an den Papst überbracht und von diesem unterschrieben worden. 
Der Wortlaut in den Reichsannalen lässt auf zwei getrennt voneinander erarbeitete Teile, das die Aufteilung des Reiches selbst beschreibende testamentum und die daran anschließenden constitutiones pacis, schließen. Diese Zweiteilung wird auch in dem endgültigen Dokument, der Divisio Regnorum, deutlich: Die Einleitung sowie die Kapitel 1 bis 5 beinhalten die Modalitäten der Reichsaufteilung, während die restlichen Kapitel 6 bis 20 sich den Bestimmungen zur Wahrung des Reichsfriedens widmen.